# Léon Chabrol
Léon Chabrol, né le 12 juillet 1892 à Saint-Gérand-le-Puy (Allier) et mort le 19 août 1979 à Vichy, est un médecin et archéologue français. Il a été maire adjoint de Vichy.

## Biographie
Bourbonnais par son père, originaire de la Montagne bourbonnaise, et par sa mère, Léon Chabrol fait ses études de médecine à Paris et obtient le doctorat en 1921.
Il a exercé à l'hôpital de Vichy. Après la Seconde Guerre mondiale, il est élu conseiller municipal de Vichy et devient premier adjoint en 1967. Il est candidat aux élections sénatoriales de 1959 sur une liste des Républicains d'Union, mais il est battu par le sortant Fernand Auberger et par le président socialiste du conseil général Georges Rougeron. Il est à nouveau battu en 1962.
Léon Chabrol est le père du député de l'Allier Jean Chabrol.

## Recherches archéologiques
Ce sont ses recherches archéologiques qui l'ont fait connaître.
Il a surtout étudié l'ancienne industrie de la verrerie en Montagne bourbonnaise et redécouvert dans les années 1930 le site de La Verrerie à Saint-Nicolas-des-Biefs, où il a fouillé 18 fours de verriers. 
Il a également participé aux fouilles dans le souterrain-refuge des grottes du Richaud sur la commune de Sanssat.
Une salle du musée du Verrier de Saint-Nicolas-des-Biefs met en valeur ses découvertes.

## Publications
- Les Verreries anciennes des Monts de la Madeleine, des Bois Noirs et des Bois Bizin, Moulins, Imprimeries réunies, 1930.
- L'Industrie verrière ancienne des Monts du Forez, Vichy, Impr. Wallon, 1939.
- François de Saint-Just, Dr. Léon Chabrol, « Les Grottes du Richaud », Revue archéologique du Centre de la France, 2, 1963, p. 14–28.